# کمرکلی گونه‌سفید
کمرکلی گونه‌سفید (نام علمی: Sitta leucopsis)، گونه‌ای از پرندگان خانواده کمرکلیان است که در افغانستان، بوتان، هند، نپال و پاکستان یافت می‌شود. زیستگاه طبیعی آن جنگل‌های شمالی و جنگل‌های معتدل است.

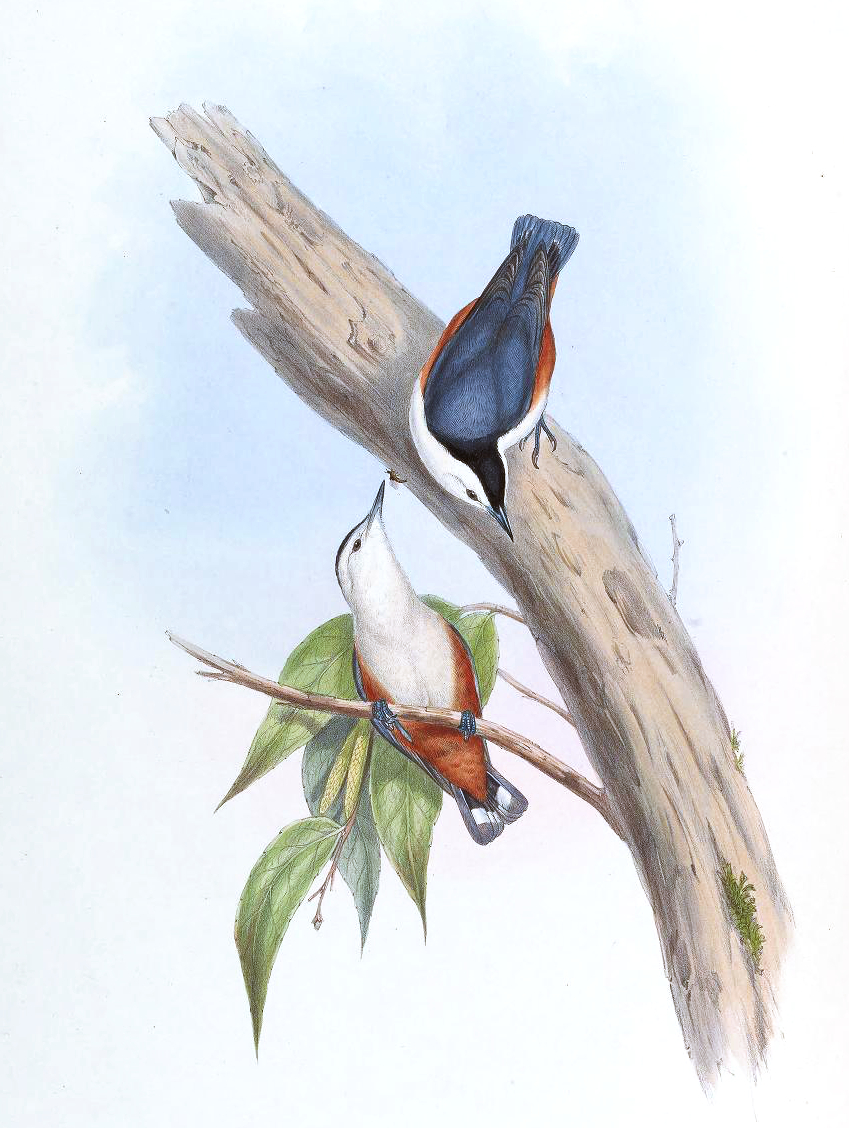
تصویر توسط جان گولد و اچ سی ریشتر